# Färöischer Kettentanz

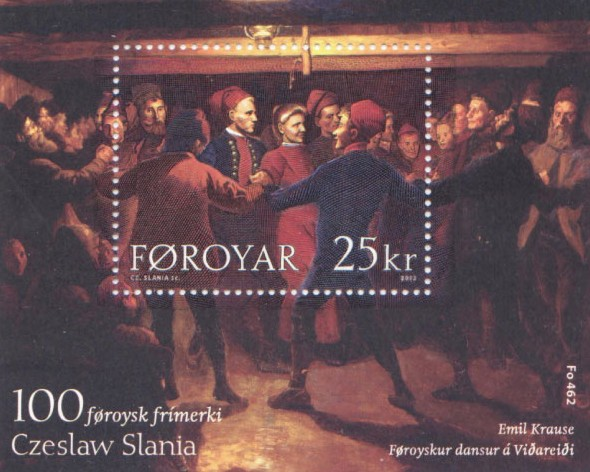
Heute noch lebendiger Teil der Volkskultur: Kettentanz auf den Färöern. Auf dieser färöischen Briefmarke wird das Bild Føroyskur dansur á Viðareiði des dänischen Malers Emil Krause dargestellt, das er 1904 malte. Gleichzeitig war es die 100. Briefmarke, die der polnisch-schwedische Meistergraveur Czesław Słania 2003 für die Färöer schuf.

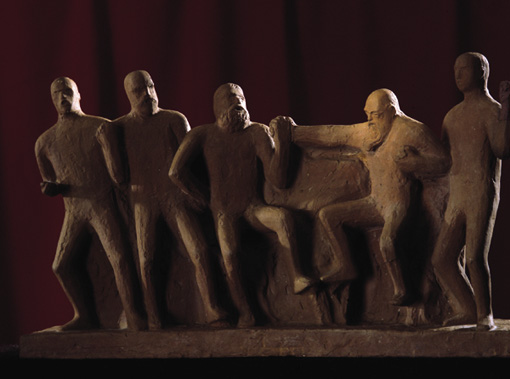
Diese Skulptur von Janus Kamban entstand 1939. Der Kettentanz ist ein häufiges Motiv des Bildhauers.

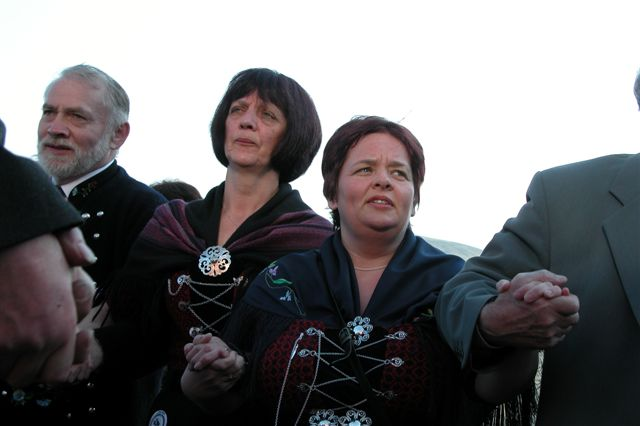
Kettentanz

Der färöische Kettentanz (føroyskur dansur – färöischer Tanz) ist aus dem Mittelalter überliefert und wird heute noch als Bestandteil der Volkskultur der Färöer gepflegt. Dieser brauchtümliche Volkstanz ist dem Reigen verwandt, im übrigen Europa fast verschwunden.

## Einführung
Das Wesen des färöischen Kettentanzes besteht im Wesentlichen darin, dass die Begleitung durch Gesang, färöische Balladen, Heldenlieder und Volksmusik erfolgt, die von einem oder mehreren Vorsängern angestimmt werden, wo am Ende eines jeden Verses alle Beteiligten mit einstimmen. Der Inhalt der Volkslieder wird von den Tanzenden aufmerksam verfolgt, und wenn es zu ergreifenden Höhepunkten kommt, spiegelt sich das in Mimik und Gestik der Beteiligten wider – im allgemeinen Trubel drückt man sich die Hände, wenn der erzählerische Sieg errungen wurde, und fängt an, jubelnd zu hüpfen.
Der Tanz selber besteht lediglich darin, dass man sich aneinander festhält, einen Kreis bildet und sich dann viele andere dem anschließen, so dass ein Ring entsteht und darin noch mal ein weiterer Kreis. Wenn die Zahl der Tanzenden größer wird und der Raum es zulässt, entsteht darin noch ein Kreis. Das alles sind ununterbrochene Ketten, und jeder, der daran teilnimmt, bewegt sich mit und ist mal im äußersten Kreis und mal in der Mitte. Die Tanzenden passieren alle einander von Angesicht zu Angesicht und treffen sich zweimal pro Rundgang.
Die Melodien der Lieder werden von einem sehr festen einförmigen Stampfen der Füße begleitet. Die allgemeine Art der Schritte ist der sogenannte stígingarstev.

## Schrittfolge
Die Schritte des sogenannten stígingarstev bestehen darin, dass die Tanzenden einfach nach links vorwärts schreiten, sodass der ganze Takt der Melodie durch sechs Tritte mit den Füßen begleitet wird.
1. Der linke Fuß geht einen Schritt zur Seite.
2. Der rechte Fuß tritt auf die Stelle, wo der linke stand.
3. Der linke Fuß geht wieder einen Schritt voran.
4. Der rechte folgt dem nach.
5. Der rechte Fuß tritt nun nach rechts zur Seite oder einen Schritt zurück.
6. Der linke Fuß folgt dem rechten nach, und so geht es dann ununterbrochen zum Takt der Melodie weiter.

Handelt es sich um eine ernste Weise, die langsamer gesungen wird, geht auch der Tanz langsamer und gesetzter zu.

## Trokingarstev
Eine andere Art des Tanzes ist der sogenannte trokingarstev („Trokingar-Schritt“) (vom färöischen Verb troka „sich scharen, sich in ein Gewühl pressen“), wo man sich gewöhnlich in einem ununterbrochenen Rundkreis an den Händen hält, aber mehr oder weniger stillsteht oder ein wenig zurückgeht mit den üblichen Schritten, während der Vers des Liedes gesungen wird und es so immer mit denselben Schritten weiter geht, wenn die Kehrreime gesungen werden. Hierfür braucht es besonders Lieder, die schnell und lebendig sind. Diese Art ist nordfjords (nördlich von Sandoy) weggefallen, aber auf Suðuroy, und dort besonders in den südlichsten Dörfern ist er erhalten geblieben. Berühmt ist die Tanzgruppe aus Sumba, die 1977 den Europapreis für Volkskunst erhielt. Hier versteht man es, dem Tanz einen ganz anderen Ausdruck zu geben als nordfjords, wo man meist auf das monotone Stampfen mit den Füßen Gewicht legt.

## Banda dansur
Eine dritte Art, wo gleichermaßen Lieder und Balladen gebraucht werden, geht ebenso leicht und schnell wie der trokingarstev und heißt banda dansur („Band-Tanz“). Man steht dabei in zwei Reihen mit 1 bis 2 Ellen Abstand zueinander – Männer auf der einen, Frauen auf der anderen Seite und hält ein Band zwischen sich. Während das Lied vorgetragen wird, steht man an derselben Stelle und macht die üblichen festen Tritte mit den Füßen zum Takt. Aber wenn zum Kehrreim eingestimmt wird, heben sich die Hände, die das Band halten, nach oben, und von den Enden der Reihen, mit dem Gesicht gegenüber, beugt man sich paarweise unter den gehobenen Bändern durch, bis man am Ende der Reihe angelangt ist, wo man sich umdreht und erneut die Bänder ergreift und über diejenigen hochhebt, denen man dann begegnet. Man steht dann an dem Platz, von dem jedes Paar losgegangen ist, und wonach es auf die gleiche Art wieder von vorne beginnt, bis zum Ende des Liedes. Dies ist ein sehr lebendiger, aber etwas ermüdender Tanz.

## Spiele
Außer dem Tanz gibt es viele verschiedene Weihnachtsspiele, von denen einige durch Gesänge begleitet werden, die besonders hierzu gehören. Einige sind speziell färöische Lieder und andere kommen von außerhalb. Schon Jens Christian Svabo hat in seinen Reisebeschreibungen eine Menge solcher Spiele beschrieben, sowohl solche, die bei Zusammenkünften daheim, als auch unter freiem Himmel stattfinden.